# David L. Rabinowitz
David Lincoln Rabinowitz, né en 1960, est un professeur à l'université Yale aux États-Unis, spécialisé dans la ceinture de Kuiper et le Système solaire extérieur. Il est considéré comme l'un des plus éminents spécialistes dans ce domaine. 
David Rabinowitz a découvert ou co-découvert plusieurs objets transneptuniens, dont :
- (5145) Pholos (9 janvier 1992) ;
- (90377) Sedna, en collaboration avec Michael E. Brown et Chadwick Trujillo (14 novembre 2003) ;
- (90482) Orcus, en collaboration avec Michael E. Brown et Chadwick Trujillo (17 février 2004) ;
- (136199) Éris, en collaboration avec Michael E. Brown et Chadwick Trujillo (8 janvier 2005) ;
- (136472) Makémaké, en collaboration avec Michael E. Brown et Chadwick Trujillo (31 mars 2005).

L'astéroïde (5040) Rabinowitz a été nommé en son honneur.

## Quelques transneptuniens découverts
| (120178) 2003 OP32                                                                                      | 26 juillet 2003  | [1][2] |
| (136199) Éris                                                                                           | 21 octobre 2003  | [1][2] |
| (90377) Sedna                                                                                           | 14 novembre 2003 | [1][2] |
| (90482) Orcus                                                                                           | 17 février 2004  | [1][2] |
| (120348) 2004 TY364                                                                                     | 3 octobre 2004   | [1][2] |
| (175113) 2004 PF115                                                                                     | 7 août 2004      | [1][2] |
| (136472) Makémaké                                                                                       | 31 mars 2005     | [1][2] |
| (225088) Gonggong                                                                                       | 17 juillet 2007  | [1][3] |
| (229762) Gǃkúnǁʼhòmdímà                                                                                 | 19 octobre 2007  | [1][3] |
| (353222) 2009 YD7                                                                                       | 16 décembre 2009 |        |
| (386723) 2009 YE7                                                                                       | 17 décembre 2009 | –      |
| (349933) 2009 YF7                                                                                       | 19 décembre 2009 |        |
| (471196) 2010 PK66                                                                                      | 14 août 2010     | [3][4] |
| (499522) 2010 PL66                                                                                      | 14 août 2010     | [3][4] |
| (382004) 2010 RM64                                                                                      | 9 septembre 2010 | [3][4] |
| (471210) 2010 VW11                                                                                      | 3 novembre 2010  | [3][4] |
| (445473) 2010 VZ98                                                                                      | 11 novembre 2010 | [3][4] |
| 1. avec Michael E. Brown 2. avec Chad Trujillo 3. avec Megan E. Schwamb 4. avec Suzanne W. Tourtellotte |                  |        |